# Sony Ericsson Z520i
Sony Ericsson Z520i為Sony Ericsson於2005年10月3日所推出的行動電話，內建30萬畫素相機。